# Horsfieldia parviflora
Horsfieldia parviflora är en tvåhjärtbladig växtart som först beskrevs av William Roxburgh, och fick sitt nu gällande namn av James Sinclair. Horsfieldia parviflora ingår i släktet Horsfieldia och familjen Myristicaceae. Inga underarter finns listade i Catalogue of Life.